# 터키햄스터
터키햄스터(Mesocricetus brandti)는 비단털쥐과에 속하는 설치류의 일종이다. 아제르바이잔햄스터 또는 브란트햄스터로도 불린다. 터키와 아르메니아 그리고 주변 국가의 토착종이다.